# Coelogyne triuncialis
Coelogyne triuncialis é uma espécie de orquídea epífita, família Orchidaceae, originária do Sulawesi.